# 발렌티노 마촐라
발렌티노 마촐라(이탈리아어: Valentino Mazzola, 1919년 1월 26일 ~ 1949년 5월 4일)는 이탈리아의 축구 선수로, 포지션은 공격수였다.

## 클럽 경력
발렌티노 마촐라는 이탈리아 카사노다다에서 자동차 공장 직원의 아들로 태어났으며 1939년에 베네치아에서 이탈리아 해군에 입대했다. 1939년부터 1942년까지 베네치아의 주전 선수로 활약했고 1940-41 시즌에서는 베네치아의 코파 이탈리아 우승에 기여했다. 1941-42 시즌에서는 베네치아가 세리에 A에서 3위를 차지하는 데에 기여했다.
발렌티노 마촐라는 1942년 7월에 1,250,000 리라의 이적료와 함께 토리노로 이적했다. 토리노에서 주장을 맡으면서 토리노의 세리에 A 5회 우승, 코파 이탈리아 1회 우승에 기여했고 1942-43 코파 이탈리아 시즌 득점왕, 1946-47 세리에 A 득점왕에 오르는 영예를 안았다.

## 국가대표 경력
발렌티노 마촐라는 1942년 4월 5일에 열린 크로아티아와의 친선 경기에 처음 출전하면서 이탈리아 축구 국가대표팀 선수로 데뷔했으며 이탈리아는 크로아티아에 4-0 승리를 기록했다. 1942년 4월 19일에 열린 스페인과의 친선 경기에서 자신의 국가대표팀 첫 골을 기록했고 이탈리아는 스페인에 4-0 승리를 기록했다.
발렌티노 마촐라는 1942년부터 1949년까지 이탈리아 축구 국가대표팀 선수로 활동하면서 12경기에 출전하여 5골을 기록했다. 1947년부터 1949년까지는 이탈리아 축구 국가대표팀의 주장을 맡았다.

## 사망
발렌티노 마촐라는 1949년 5월 4일에 포르투갈 리스본에서 친선 경기를 치른 토리노 선수단과 함께 비행기를 타고 이탈리아 토리노로 돌아가던 도중에 일어난 수페르가의 비극으로 인해 사망했다. 그의 아들인 산드로 마촐라도 축구 선수로 활약했다. 2012년에는 이탈리아 축구 연맹으로부터 이탈리아 축구 명예의 전당에 헌정되었다.

## 수상

### 클럽
베네치아
- 코파 이탈리아 1회 우승 (1940-41)

토리노
- 세리에 A 5회 우승 (1942-43, 1944-45, 1946-47, 1947-48, 1948-49)
- 코파 이탈리아 1회 우승 (1942-43)

### 개인
- 1942-43 코파 이탈리아 시즌 득점왕 수상
- 1946-47 세리에 A 시즌 득점왕 수상